# Ostřice převislá
Ostřice převislá (Carex pendula) je druh jednoděložné rostliny z čeledi šáchorovité (Cyperaceae).

## Popis
Jedná se o rostlinu dosahující výšky nejčastěji 50-150 cm, Je vytrvalá, hustě trsnatá, s krátkým oddenkem. Listy jsou střídavé, přisedlé, s listovými pochvami. Lodyha je ostře trojhranná, hladká, delší než listy, čepele jsou asi 15-20 mm široké, výrazně dvoubarevné, na líci tmavozelené, na rubu výrazně nasivělé. Bazální pochvy jsou nejčastěji vínově červeně naběhlé, nerozpadavé. Ostřice převislá patří mezi různoklasé ostřice, nahoře jsou klásky čistě samčí, dole samičí. Samčí vrcholový klásek bývá jen jeden, zřídka 2, samičích nejčastěji 4–5 a někdy mohou mít na vrcholu samčí květy. Samičí klásky jsou výrazně tenké a dlouze převislé, asi 5–16 cm dlouhé a asi 5–7 mm široké dolní jsou stopkaté. Dolní listen má pochvu a je asi stejně dlouhý jako květenství. Okvětí chybí. V samčích květech jsou zpravidla 3 tyčinky. Blizny jsou většinou 3. Plodem je mošnička, která je asi 3–3,5 mm dlouhá, elipsoidní, šedozelená, s krátkým bezzubým zobánkem, Každá mošnička je podepřená plevou, která je červenohnědá až s úzkým bělavým okrajem a zeleným středním žebrem. V ČR kvete nejčastěji v květnu až v červnu. Počet chromozómů: 2n=58.

## Rozšíření ve světě
Ostřice převislá roste alespoň roztroušeně ve většině Evropy kromě Skandinávie, přesahuje až do západní Asie. Byla zavlečena do Severní Ameriky a na Nový Zéland.

## Rozšíření v Česku
V ČR je poměrně běžná v karpatské části Moravy, jinde se vyskytuje jen roztroušeně a v některých oblastech zcela chybí. Nejčastěji ji najdeme u lesních potoků, na prameništích, na mokřinách a prameništích u lesních cest a na pasekách. Pro svůj atraktivní vzhled je někdy pěstována i jako okrasná rostlina.